# Phoenix Contact Arena
La Phoenix Contact Arena est un hall omnisports situé à Lemgo, en Rhénanie-du-Nord-Westphalie, où évolue le club de handball du TBV Lemgo évoluant en Bundesliga.